# Rete tranviaria di Heidelberg
La rete tranviaria di Heidelberg è la rete tranviaria che serve la città tedesca di Heidelberg. È composta da sei linee.